# Stephen Moore (attore)
Stephen Moore (Londra, 11 dicembre 1937 – 4 ottobre 2019) è stato un attore britannico.

## Biografia
Attivo in campo cinematografico, televisivo e teatrale, Moore recitò al Royal National Theatre, con la Royal Shakespeare Company e nel West End londinese, dove nel 1982 vinse il Laurence Olivier Award al miglior attore per la sua interpretazione in Casa di bambola di Ibsen. L'anno successivo recitò a Broadway nella commedia di Shakespeare Tutto è bene quel che finisce bene e per il suo Capitano Parolles ricevette una nomination al prestigioso Tony Award al miglior attore non protagonista in un'opera teatrale.
Recitò inoltre nella prima mondiale del dramma di Tom Stoppard Dalliance a Londra nel 1986, sostituì Richard Griffiths nell'opera di Alan Bennett The History Boys nel 2006, e l'anno successivo diede l'addio alle scene con The Hothouse di Harold Pinter al National Theatre.

## Filmografia

### Cinema
- Sogno di una notte d'estate (Sen noci svatojanske), regia di Jiří Trnka (1959)
- Quell'ultimo ponte (A Bridge Too Far), regia di Richard Attenborough (1976)
- Taglio di diamanti (Rough Cut), regia di Don Siegel (1980)
- Innocenza colposa (Under Suspicion), regia di Simon Moore (1991)
- Grazie, signora Thatcher (Brassed Off), regia di Mark Herman (1996)
- I Love Radio Rock (The Boat That Rocked), regia di Richard Curtis (2009)

### Televisione
- Rock Follies - serie TV, 6 episodi (1976)
- Gli infallibili tre (The New Avengers) - serie TV, 1 episodio (1976)
- Ritorno a Brideshead (Brideshead Revisited) - serie TV, 1 episodio (1981)
- Ispettore Morse (Inspector Morse) - serie TV, 1 episodio (1989)
- Metropolitan Police - serie TV, 1 episodio (1992)
- Doctor Who - serie TV, 1 episodio (2010)

## Doppiatori italiani
- Sandro Iovino in Innocenza colposa
- Paolo Marchese in I Love Radio Rock